# Горчакова, Галина Владимировна
Галина Владимировна Горчако́ва (род. 1 марта 1962, Новокузнецк) — российская оперная певица, лирико-драматическое сопрано. Заслуженная артистка Российской Федерации (1995).

## Биография
Родилась в семье музыкантов. Вместе с родителями переехала в Новосибирск, где её родители служили в оперном театре. В Новосибирске Галина посещала музыкальную школу, музыкальное училище и Новосибирскую консерваторию, которую окончила в 1988 году, ученица Нины Лубяновской. Во время обучения в консерватории по результатам прослушивания была приглашена в Свердловский оперный театр в качестве ведущего сопрано и стала победительницей на Всероссийском конкурсе вокалистов в Перми (1987). Позднее прослушивалась в Мариинском театре в Санкт-Петербурге и по приглашению Валерия Гергиева выступала в качестве приглашённого сопрано в операх «Трубадур» и «Князь Игорь».
Успехом певицы стало участие в совместной постановке Ковент-Гардена и Мариинского театра оперы Прокофьева «Огненный ангел», где Горчаковой предложили роль Ренаты. С этой ролью в 1991 году Горчакова дебютировала на западе, и триумфально исполняла эту партию весь следующий сезон в Королевском оперном театре. С этой же ролью Горчакова имела успех в Милане, Нью-Йорке, Сан-Франциско. Мировая пресса восторженно оценила Горчакову. И только после признания певицы на мировых оперных площадках Галина Горчакова получила предложение стать штатной актрисой Мариинского театра, откуда, однако, в дальнейшем ушла, отзываясь о Гергиеве как о диктаторе.
Горчакова пела во многих ключевых партиях русского оперного репертуара: Татьяна в «Евгении Онегине», Лиза в «Пиковой даме», Иоланта, Людмила («Руслан и Людмила»), Ольга («Псковитянка»), Мария в «Мазепе» и Феврония в «Сказании о невидимом граде Китеже». Певица с успехом исполняет и роли классического итальянского репертуара: Чио-чио-сан (в этой роли Горчакова дебютировала в 1995 году в Метрополитен-опера), «Аида, Елизавета Валуа в Доне Карлосе», Леонора в «Трубадуре» и «Силе судьбы», Тоска, Норма. В то же время уже в 1997 году критика отмечала «интонационные погрешности, однообразие вокальных приемов» и «суетные актерские перевоплощения» в её манере.
Галина Горчакова — обладательница звания «Лучшая певица года» (1994), присуждаемого Лондонским Королевским филармоническим обществом, лауреат приза «Балтика» 1998 года в номинации «За выдающиеся достижения в оперном искусстве».